# Habenaria magnirostris
Habenaria magnirostris är en orkidéart som beskrevs av Victor Samuel Summerhayes. Habenaria magnirostris ingår i släktet Habenaria och familjen orkidéer. Inga underarter finns listade i Catalogue of Life.